# Batrachuperus tibetanus
Batrachuperus tibetanus is een salamander uit de familie Aziatische landsalamanders (Hynobiidae). De soort werd voor het eerst wetenschappelijk beschreven door Karl Patterson Schmidt in 1925.
De salamander is endemisch in China en komt voor in de provincies Tibet, Sichuan, Gansu en Shaanxi. De soort is aangetroffen op een hoogte van 1500 tot 4250 meter boven zeeniveau.
Bedreigingen zijn het verzamelen van exemplaren voor de handel in traditionele medicijnen en voor menselijke consumptie. Over de levenswijze en biologie van de salamander is verder weinig bekend.